# Kámen, Děčín
Kámen là một làng thuộc huyện Děčín, vùng Ústecký, Cộng hòa Séc.